# Alexander Zahlbruckner
Alexander Zahlbruckner, född den 31 maj 1860 i Sankt Georgen, död den 8 maj 1938, var en österrikisk botaniker, som specialiserade sig i lichenologi.
Zahlbruckner studerade vid Wiens universitet mellan 1878 och 1883, bland hans handledare fanns Anton Kerner von Marilaun och Julius Wiesner. Därefter tjänstgjorde han som volontär till Günther Beck von Mannagetta und Lerchenau vid Naturhistorisches Museum i Wien, där han blev assisterande kurator 1897, kurator 1899 och huvudkurator 1912. Från 1918 till pensioneringen 1922 var han direktör för museets botaniska avdelning. Efter pensioneringen fortsatte han sin forskning inom lichenologin.
År 1905 var han generalsekreterare vid Internationella botaniska kongressen som hölls i Wien. 
Zahlbruckner är känd för publikationen av Catalogus lichenum universalis som innehåller alla publicerade namn på lavar och gavs ut i tio band mellan 1921 och 1940.
Auktorsnamnet Zahlbr. kan användas för Alexander Zahlbruckner i samband med ett vetenskapligt namn inom botaniken; se Wikipediaartiklar som länkar till auktorsnamnet.